# Галицкие бояре
Га́лицкие боя́ре — господствующий слой Галицкой земли, появившейся после образования Галицкого княжества.

## История боярского противостояния
Галицкие бояре появляются на политической сцене вскоре после образования Галицкого княжества. Их деятельность характерна постоянной борьбой за власть, что являлось следствием политической силы, основанной на экономических возможностях вытекавших из прав собственности на большие земельные владения. Так, в 1145 году бояре делают попытку свергнуть своего князя Владимира Володаревича, а в 1170 году подчинили себе его сына Ярослава Осмомысла. В 1189 году, в ходе Галицкого восстания, свергли его внука Владимира Ярославича.
Попытка Романа Мстиславича в 1201-05 годах сломать боярскую оппозицию не увенчалась успехом. Более того, после смерти князя галицкие бояре изгнали его вдову Анну с сыновьями Даниилом и Васильком и следующие 40 лет сами управляли на Галицкой земле, сажая на престол покорных им князей-марионеток. Лишь в 1245 году, вернувшись после изгнания, Даниил Галицкий сумел осилить бояр.

## Завершение боярского правления
Однако после смерти Даниила галицкие бояре вновь пришли к власти, что ускорило распад Галицко-Волынского княжества. В дальнейшем галицкие бояре продолжали играть ведущую роль в жизни Галичины.
В 1340 году бояре отравили князя Юрия II Болеслава, как следствие, вплоть до 1349 года, Галицкая земля была боярской республикой, пока Галицкую Русь не захватил польский король Казимир III Великий, окончательно искоренив боярскую оппозицию.